# Període Postclàssic mesoamericà
El període postclàssic mesoamericà és una de les subdivisions cronològiques tradicionalment utilitzades des de la segona meitat del segle XX per a la periodització de Mesoamèrica.

Mesoamèrica i Centreamèrica abans de l'arribada dels espanyols al segle XVI

El postclàssic es subdivideix en dos subperíodes. El primer, conegut com a postclàssic antic, s’estén des del segle X fins al XIII, i es caracteritza per una gran inestabilitat política, un i un fort moviment de militarització de la societat, després de l’abandonament de moltes ciutats importants durant el període anterior, l’Epiclàssic. Es produïren moltes migracions, inclosa la incursió de pobles agrícoles i caçadors-recol·lectors al nord de Mesoamèrica.
El segon període, anomenat postclàssic tardà, correspon al final de la història de Mesoamèrica, que va acabar amb la conquesta espanyola. Existeix una forta integració comercial afavorida pels intercanvis maies que condueix a una estandardització dels estils artístics.
També està marcat per una estandardització cultural, en particular a la zona de Nahua, i per l’aparició de grans imperis tributaris al centre de Mèxic, en particular, al segle XIV, els dels asteques i els Tarascos.
El final del Postclàssic que es dona amb la segona dècada del XIV facilita un procés de transculturació que canvia les cultures indígenes i posa les bases del mestissatge a Mèxic i Centreamèrica.